# اوم مون سوک
اوم مون-سوک (کره‌ای: 음문석؛ زادهٔ ۷ دسامبر ۱۹۸۲)، همچنین با نام هنری اس‌آی‌سی (انگلیسی: SIC) نیز شناخته می‌شود، بازیگر و خواننده اهل کره جنوبی است. او بیشتر به خاطر ایفای نقش در مجموعه‌های تلویزیونی کشیش بی‌اعصاب (۲۰۱۹) و فروشگاه ست بیول (۲۰۲۰) و همچنین فیلم خط لوله (۲۰۲۱) شناخته می‌شود.

## فیلم‌شناسی

### فیلم
| سال  | عنوان           | نقش                  | توضیحات    | منابع |
| ---- | --------------- | -------------------- | ---------- | ----- |
| ۲۰۱۶ | Ahwaer          |                      | فیلم کوتاه | [ ۱ ] |
| ۲۰۱۷ | Follosing       | کارگردان             |            | [ ۱ ] |
| ۲۰۱۷ | مأموریت محرمانه | گروه سربازان#۴       |            | [ ۱ ] |
| ۲۰۱۸ | در روز عروسی تو | ارشد فوتبال آمریکایی |            |       |
| ۲۰۲۱ | خط لوله         | جوب سه               |            | [ ۲ ] |
| ۲۰۲۲ | قانون شکنان ۲   | جانگ کی چول          |            | [ ۳ ] |
| ۲۰۲۲ | ۶/۴۵            | کاپیتان کانگ         |            | [ ۴ ] |

### مجموعه تلویزیونی
| سال  | عنوان                | نقش                   | توضیحات                | منابع  |
| ---- | -------------------- | --------------------- | ---------------------- | ------ |
| ۲۰۱۷ | زمزمه                |                       |                        | [ ۵ ]  |
| ۲۰۱۹ | کشیش بی‌اعصاب         | جانگ ریونگ            |                        | [ ۶ ]  |
| ۲۰۲۰ | به من بگو چه دیدی    | کانگ دونگ شیک         |                        | [ ۷ ]  |
| ۲۰۲۰ | فروشگاه ست بیول      | هان دال شیک           |                        | [ ۸ ]  |
| ۲۰۲۱ | سلام منم             | آنتونی / یانگ چون شیک |                        | [ ۹ ]  |
| ۲۰۲۲ | کافه مینامدانگ       | ده تونگ               | حضور افتخاری (قسمت ۱۰) | [ ۱۰ ] |
| ۲۰۲۲ | گود جاب              | یانگ جین مو           |                        | [ ۱۱ ] |
| ۲۰۲۴ | استودیو عکاسی نیمه‌شب | بک نام گو             |                        | [ ۱۲ ] |

### برنامه تلویزیونی
| سال  | عنوان               | نقش               | توضیحات      | منابع  |
| ---- | ------------------- | ----------------- | ------------ | ------ |
| ۲۰۱۳ | دنسینگ ناین         | کاپیتان بلو آی    | فصل ۱        |        |
| ۲۰۲۰ | پسر کوچولوی بزرگ من | عضو گروه بازیگران | قسمت ۱۷۳–۱۷۴ | [ ۱۳ ] |
| ۲۰۲۱ | Tiki-taCAR          | مجری              |              | [ ۱۴ ] |

### موزیک ویدئوها

#### کارگردانی
| سال  | موزیک ویدئو        | آرتیست                   | منابع  |
| ---- | ------------------ | ------------------------ | ------ |
| ۲۰۲۲ | «عشق من» (My Love) | سو این گوک به همراه راوی | [ ۱۵ ] |

## ترانه‌شناسی

### آلبوم‌ها
- اس‌آی‌سی ۰۱ (۲۰۰۵)[۱۶]
- امروز (۲۰۰۶)[۱۷]

## جوایز و نامزدی‌ها
| سال  | مراسم جوایز              | دسته                      | نامزد / اثر  | نتیجه | منابع  |
| ---- | ------------------------ | ------------------------- | ------------ | ----- | ------ |
| ۲۰۱۹ | چهاردهمین جوایز مدل آسیا | ستاره در حال پیشرفت       | اوم مون سوک  | برنده | [ ۱۸ ] |
| ۲۰۱۹ | جوایز درامای اس‌بی‌اس      | بهترین بازیگر تازه‌کار مرد | کشیش بی‌اعصاب | برنده | [ ۱۹ ] |